# Párterápia (film)
A Párterápia (eredeti cím: Date Night) 2010-ben bemutatott romantikus krimi-vígjáték, melyet Shawn Levy rendezett, főszereplői Steve Carell és Tina Fey.
Az Amerikai Egyesült Államokban 2010. április 9-én mutatták be. Bevételi szempontból jól teljesített, kritikai fogadtatása viszont vegyes volt. Bírálói pozitívumként emelték ki Carell és Fey színészi alakításait.
Érdekesség, hogy Common Az utca királyaiban is korrupt zsarut alakított.
Egy New York-i unatkozó házaspár tagjait összetévesztik valaki mással, ebből a romantikus este izgalmasabbá és veszélyesebbé változik.

## Cselekmény
Phil és Claire Foster (Steve Carell és Tina Fey) egy New Jersey-i házaspár, akiknek két gyermekük van, Ollie és Charlotte, és akiknek a családi élete unalmassá és rutinná vált. Szexuális életük felületes. Phil adójogász, míg Claire ingatlanügynök. Elgondolkodnak, mit kellene tenniük, hogy újra fellángoljon a románcuk, miután megtudják, hogy legjobb barátaik, Brad és Haley (Mark Ruffalo és Kristen Wiig) válást terveznek.
Hogy elkerüljék a rutint, ami a heti „randi estéjükké” vált, Phil elhatározza, hogy elviszi Claire-t egy trendi manhattani étterembe, de a helyszínen már nem tudnak asztalt foglalni. Phil Claire ellenérzései ellenére ellop egy asztalfoglalást egy nem megjelenő,  Tripplehorn nevű házaspártól. Evés közben két férfi, Collins (Common) és Armstrong (Jimmi Simpson) keresi a Tripplehorn házaspárt, amire Phil válaszol, hogy ők azok.
A két férfi egy pendrive-ról faggatja őket, amit szerintük Phil és Claire  Joe Miletto maffiafőnöktől  (Ray Liotta) lopott. Phil és Claire elmagyarázzák, hogy az ő nevük valójában nem Tripplehorn, de a férfiak nem hisznek nekik, és fegyverrel fenyegetik őket. Mivel nem jut semmi az eszébe, Phil azt hazudja, hogy a pendrive a Central Park egyik csónakházában van.
A csónakháznál Claire úgy tesz, mintha keresné őket, és miközben Collins és Armstrong hátat fordít nekik, Phil leüti őket egy evezővel, és Claire-rel együtt egy csónakban elmenekül.
Egy rendőrőrsön Phil és Claire beszél Arroyo nyomozóval (Taraji P. Henson), de felfedezik, hogy Collins és Armstrong is nyomozók, és feltehetően Miletto bérlistáján vannak. Rájönnek, hogy nem bízhatnak a rendőrségben, ezért úgy döntenek, hogy megkeresik az igazi Tripplehornékat. Visszatérnek az étterembe, és megtalálják a Tripplehorn házaspár mobiltelefonszámát.
Claire-nek eszébe jut egy korábbi ügyfele, Holbrooke Grant (Mark Wahlberg), egy biztonsági szakértő (egy James Bond-szerű akcióhős). A lakásán Grant lenyomozza a mobiltelefon jelét egy Thomas Felton tulajdonában lévő lakáshoz. Collins és Armstrong megérkezik Grant lakásához, de Phil és Claire elmenekül Grant Audi R8 autójával.
Megérkeznek Felton lakásához, és betörnek. Kikérdezik Feltont, akit „Taste”-nek (James Franco) becéznek, és feleségét, „Whippit” (Mila Kunis) a pendrive-ról és Joe Milettóról. Kiderül, hogy ők odamentek az étteremhez, de elmentek, amikor meglátták Collinst. A pár rájön, hogy veszélyben vannak, odaadják a pendrive-ot Philnek, és elmenekülnek. Amikor Phil és Claire visszaül az Audiba, Armstrong és Collins rájuk lő. Phil és Claire az Audival nekicsapódik egy Ford Crown Victoria taxinak, aminek következtében az autók a lökhárítóiknál összeakadnak. Phil és a taxisofőr (J. B. Smoove) megbeszélik, hogy inkább így vezetnek, hogy el tudjanak menekülni. Phil bemászik a Fordba, hogy navigáljon, míg Claire az Audiban marad. Phil ellenőrzi a sofőr Amazon Kindle-jén lévő pendrive-ot, és képeket talál Frank Crenshaw (William Fichtner) kerületi ügyészről prostituáltakkal együtt.
Miután Collins és Armstrong kocsiját sikerül lerázni, oldalról elüti őket egy terepjáró, ami szétválasztja a két kocsit. A taxi a folyóba zuhan; Phil és a sofőr kimenekül, de a pendrive nélkül.
A metróban Phil kideríti, hogy Felton azért szerezte meg a pendrive-ot, hogy megzsarolja Crenshaw-t. Visszatérnek Grant lakására, de Grant vonakodik újból segíteni, miután fárasztja a hozzá nem értésük, de Phil könyörög, és ő beleegyezik.
Phil és Claire elmennek egy illegális sztriptízklubba, amelyet Crenshaw gyakran látogat, Claire egy új prostituált álcája alatt, Phil pedig mint a stricije. Miután rúdtáncot járnak Crenshaw-nak, szembesítik őt, és elmondják neki, hogy ők a Tripplehornék. Collins és Armstrong bejönnek, fegyverrel fenyegetik őket, és felviszik őket a tetőre Crenshaw-val együtt. Miletto megérkezik a csatlósaival, és kiderül, hogy Crenshaw-t Miletto lefizette, hogy ő ne kerüljön börtönbe. Amikor Phil megemlíti a fotókat, vita alakul ki a maffiózók között, és miközben Crenshaw, Collins és Armstrong beszélgetnek, Phil megkéri Claire-t, hogy számoljon el háromig (ez a rá jellemző módszer a gyerekeik lenyugtatására). Amikor megteszi, megjelenik egy helikopter, Arroyo és kommandósok letartóztatják Milettót, Crenshaw-t és mindenki mást, valamint Collinst és Armstrongot. Arroyo elárulja Claire-nek, hogy őt Grant értesítette, aki ellátta Philt „drótokkal” (drót = lehallgató berendezés).
Miután hősökké nyilvánították őket, Phil és Claire egy étkezdében reggeliznek, ahol Phil bevallja, hogy ha lehetősége lenne rá, újra feleségül venné Claire-t, és újra megszülnék a gyerekeiket. Hazatérve lelkes csókolózásba kezdenek az előkertben, majd hanyatt fekve az eget nézik.

## Szereplők
| Színész           | Szerep                               | Magyar hang         |
| ----------------- | ------------------------------------ | ------------------- |
| Steve Carell      | Phil Foster                          | Kassai Károly       |
| Tina Fey          | Claire Foster                        | Kisfalvi Krisztina  |
| Mark Wahlberg     | Holbrooke Grant, biztonsági szakértő | Széles Tamás        |
| Taraji P. Henson  | Arroyo nyomozó                       |                     |
| William Fichtner  | Frank Crenshaw                       | Józsa Imre          |
| Ray Liotta        | Joe Miletto                          | Forgács Péter       |
| James Franco      | Chase Tripplehorn / Tom Felton       | Dévai Balázs        |
| Mila Kunis        | Tripplehorn / Felton                 | Pálfi Kata          |
| Mark Ruffalo      | Brad Sullivan                        | Rajkai Zoltán       |
| Kristen Wiig      | Haley Sullivan                       | Bogdányi Titanilla  |
| Common            | Collins nyomozó                      | Maday Gábor         |
| Jimmi Simpson     | Armstrong nyomozó                    | Lux Ádám            |
| Bill Burr         | Walsh nyomozó                        | Tarján Péter        |
| Leighton Meester  | Katy                                 | Peller Anna         |
| Gal Gadot         | Natanya                              | Nagy-Németh Borbála |
| J. B. Smoove      | Taxis                                | Kerekes József      |
| Will.i.am         | Önmaga                               | nem szólal meg      |
| Michelle Galdenzi | Claw Waitress                        |                     |
| Olivia Munn       | Hosztesz a Rákban                    |                     |
| Nick Kroll        | Főpincér a Rákban                    |                     |

## Fordítás
- Ez a szócikk részben vagy egészben  a   Date Night című angol Wikipédia-szócikk fordításán alapul.  Az eredeti cikk szerkesztőit annak laptörténete sorolja fel. Ez a jelzés csupán a megfogalmazás eredetét és a szerzői jogokat jelzi, nem szolgál a cikkben szereplő információk forrásmegjelöléseként.